# Narbo Martius
Narbo Martius era el nom en llatí d'una ciutat de la Gàl·lia, capital de la Província, que d'aquesta ciutat va agafar el nom de Gàl·lia Narbonense. Era a la vora de l'Atax (Aude), segons Plini el Vell, i a 12.000 passes del mar.
Claudi Ptolemeu l'esmenta com una de les ciutats dels volques tectòsages amb el nom de Narbo Colonia, mentre que Estrabó la col·loca al territori dels volques arecòmics dels que diu que tenien per capital Nemausus. El més probable és que Estrabó tingués raó, ja que la ciutat principal dels tectòsages era Tolosa. Pomponi Mela diu que era una colònia dels ataxins i els decumans.
La colònia de Narbo es va establir l'any 118 aC durant el consolat de Quint Marci Rex i Marc Porci Cató. La va fundar Luci Licini Cras, segons diu Ciceró.
El nom de Narbo (ἡ Νάρβων) el portava perquè el riu Atax també s'anomenava així, segons Polibi. El nom de Martius té un origen desconegut i el suggeriment de què se li va posar pel nom de la Legio Martia segurament no és cert, ja que es va constituir al temps d'August, de manera que és més probable que derivi del nom del cònsol Marcius Rex. Va ser el segon establiment romà a la regió després de Aquae Sextiae.
Narbo era un poble antic, situat en bona posició a la carretera que anava cap a Hispània per a la conca del Garona. Va ser un establiment comercial des dels primers temps de la seva existència. Segons una tradició que recull Dió Cassi, Narbo va ser ocupada una vegada pels bèbrices. El primer autor que parla de Narbo va ser Hecateu, citat per Esteve de Bizanci i es creu que Narbo ja era una ciutat coneguda pels grecs al segle v aC. Ciceró anomena Narbo «una colònia de ciutadans romans, una torre de vigilància del poble romà i un baluard de defensa situat davant de les nacions d'aquells països». Durant les guerres de Juli Cèsar a la Gàl·lia aquesta colònia romana va tenir un paper important. Quan Publi Licini Cras Dives va envair Aquitània l'any 56 aC va rebre ajuda de Tolosa, Carcaso i Narbo. En la gran revolta dels gals dirigida per Vercingetòrix l'any 52 aC, Narbo va ser assetjada per Lucteri, però Cèsar hi va acudir per ajudar-la. Es va establir una segona colònia a Narbo, o potser es va reforçar l'antiga en temps de la dictadura de Juli Cèsar, segons diu Suetoni i una altra per Tiberi Claudi Neró, el pare de l'emperador Tiberi. Una part de la legió X Decumana s'hi va establir, i la ciutat es va dir per un temps Decumanorum Colonia, segons diu Plini el Vell. També se l'esmenta algun temps com Julia Paterna, nom derivat de Juli Cèsar. El seu creixement va provocar la decadència de Massàlia.
Narbo era famosa per la quantitat d'estrangers que hi havia, atrets pel seu comerç. Segons el poeta Marcial tenia tota classe d'edificis i temples, en el millor estil de l'arquitectura romana. Dècim Magne Ausoni parla d'un temple construït amb marbre de Paros, i Sidoni Apol·linar explica les glòries de l'antiga Narbo, parla de les seves portes, els pòrtics, el fòrum, el teatre i altres edificis. També diu que hi havia un pont sobre el riu Atax. La costa de Narbona va ser i és famosa per les seves ostres.
No queda cap resta romana a la moderna ciutat, que es diu Narbona, però s'han trobat els emplaçaments de molts edificis. El museu local conserva restes de frisos i mosaics, busts, caps, urnes cineràries i un gran nombre d'inscripcions.